# Saint-Léger-la-Montagne
 Saint-Léger-la-Montagne  (en occitano Sent Legèr) es una población y comuna francesa, situada en la región de Lemosín, departamento de Alto Vienne, en el distrito de Limoges y cantón de Laurière.

## Demografía
| 501 | 474 | 423 | 392 | 365 | 342 | 309 |
| Para los censos de 1962 a 1999 la población legal corresponde a la población sin duplicidades (Fuente: INSEE [Consultar]) |     |     |     |     |     |     |